# Mérgesgyíkfélék
A mérgesgyíkfélék vagy viperagyíkfélék (Helodermatidae) a hüllők (Reptilia) osztályába a pikkelyes hüllők (Squamata) rendjébe és a gyíkok (Sauria)  alrendjébe tartozó család.
Az Amerikai Egyesült Államokban, Mexikóban és Guatemalában élő két faj tartozik a családba. Méregmiriggyel rendelkeznek, amelyből harapásukkal mérget juttatnak be a sebbe.

## Rendszerezés
A családba az alábbi nem és fajok tartoznak
- Heloderma (Wiegmann, 1829) – 2 faj
  - mexikói viperagyík vagy mexikói gyöngyös gyík (Heloderma horridum)
  - gila vagy viperagyík  (Heloderma suspectum)

|  |